# 卯ノ原圭吾
卯ノ原 圭吾（うのはら けいご、1993年6月9日 - ）は、日本の俳優。東京都品川区出身。血液型O型。身長173cm。

## 人物
中学・高校と5年間サッカー部に在籍、途中で辛くなり逃げ出す。明治大学政治経済学部政治学科に入学する。大学2年の11月、何か一つでも逃げ出さずに成し遂げ、就活の面接で語れるようにと明治大学の明治大学シェイクスピアプロジェクト（通称MSP）のオーディションを受けたところ『ヘンリー四世』での主役ハル王子に選ばれ、それにより母親に「おれ役者になるわ」と言い、役者を志すようになる。
舞台を中心に活動していたが、現在では、映画やドラマなど映像を中心に幅広く活躍している。
フットサルが趣味。

## 出演

### テレビドラマ
- 就活家族〜きっと、うまくいく〜（2017年1月12日 - 3月9日、テレビ朝日） - 池上孝之 役
- バイプレイヤーズ 〜もしも6人の名脇役がシェアハウスで暮らしたら〜（2017年）
- 仮面ライダーエグゼイド 第33話（2017年、テレビ朝日） - 秋内収史 / ライドプレイヤー 役
- Missデビル 人事の悪魔・椿眞子 第1話（2018年4月10日、日本テレビ） - 新入社員：卯ノ原睦夫 役
- 偽装不倫（2019年、日本テレビ）
- 特捜9 season2 第7話（2019年、テレビ朝日） - 久保 役
- 未解決の女（2018年、テレビ朝日）
- ドクターX〜外科医・大門未知子〜（2019年10月17日 - 、テレビ朝日） - 浅利真蔵 役
- 七人の秘書（2020年） - 久保田弘明
- アイカツプラネット!（2021年2月28日、テレビ東京） - 雑誌編集者 役
- 六本木クラス 第2話、第12話、第13話（2022年7月14日、テレビ朝日） - 星川 役[1]
- 特捜9 season6 第3話（2023年4月19日、テレビ朝日） - 寺沢拓也 役

### 映画
- 『しらないで』（監督：谷口雄一郎、2017年） - 佐々木寛也 役  ※那須ショートフィルムフェスティバル2017 観光部門 「那須に行きたくなるショートフィルム」
- 『暁闇』（監督：阿部はりか、2019年）
- 『BLUE』(監督：吉田恵輔、2021年)
- 『スタジオグレア』（監督：末吉ノブ、2021年）
- 『できたのできたの』（監督：小嶋貴之、2022年）
- 『ボクらのホームパーティー』（監督：川野邉修一、2022年）
- 『3653の旅』（監督：野本梢、2022年）
- 『再演』（監督：土屋哲彦、2022年）
- 『you』（監督：野本梢、2022年）
- 『いろとりどりの』（監督：加藤大志、2022年）
- 『チャロの囀り』（監督：末吉ノブ、2022年）
- 『帰ってこなかった男』（監督：小嶋貴之、2025年） - 主演・孝明 役[2]
- 『More/モア』（監督：末吉ノブ、2025年） - 主演・康太 役[3]

### 舞台
- 明治大学シェイクスピアプロジェクト『ヘンリー四世』
- キリンバズウカ コルドファン公演
  - 『東益平七丁目団地防衛隊』
  - 『都道府県パズル2017』
- タイズブリック「JASMINE-神様からのおくりもの-」

### CM
- キリンチューハイ ビターズ
  - 「いい夜」篇（30秒）
- 日本郵便
  - 「巡り巡って」篇
  - 「ふとんの中からアイツ」篇
- Panasonic
  - Creative ! 「MONO・GATARI」（120秒）

- モンスターストライク
  - 「ないない」篇
  - 「こいつらまちがいない」篇

- マクドナルド
  - 夜マック　TV-CF

- PayPay

- 一建設

### MV
- 東京五輪音頭2020
- the pullovers『結末』（監督：小嶋貴之、2021年）
- ミノノサトエ『ああ、なんて地獄』（監督：小嶋貴之、2022年）

### アニメ
- NHK『ムズムズエイティーン』